# Gynoplistia tigris
Gynoplistia tigris är en tvåvingeart som beskrevs av Günther Theischinger 1994. Gynoplistia tigris ingår i släktet Gynoplistia och familjen småharkrankar. Inga underarter finns listade i Catalogue of Life.